# Тенеево (Аликовский район)
Тене́ево (чув. Тени) — село в Аликовском муниципальном округе Чувашской Республики. Являлось административным центром Тенеевского сельского поселения до его упразднения в 2022 году.

## География
Рядом с селом протекает речка Хирлеп, восточнее находится озеро Тени.
Расстояние до Чебоксар 74 км, до райцентра 7 км, до ж.-д. станции 32 км.
Рядом с селом проходят автомобильные дороги Чебоксары—Аликово—Раскильдино и Чебоксары—Калинино—Аликово.

### Административно-территориальное подчинение
В составе Норусовской, Аликовской волостей Ядринского уезда в 19 в., в 1917 году село входило в Янтиковскую волость Цивильского уезда. С 1 ноября 1927 года в составе Аликовского района, а 20 декабря 1962 года включено в Вурнарский район. С 14 марта 1965 года — снова в Аликовском районе.

### Климат
Климат умеренно континентальный с продолжительной холодной зимой и тёплым летом. Средняя температура января −12,9 °C, июля 18,3 °C, абсолютный минимум достигал −44 °C, абсолютный максимум 37 °C. За год в среднем выпадает до 552 мм осадков.

## Население
| 2010 | 2012 |
| ---- | ---- |
| 221  | ↗260 |

Жители — чуваши, до 1866 государственные крестьяне; занимались земледелием, животноводством, кузнечным, столярным, портняжным промыслами.

## Название
По исследованиям Л. А. Ефимова, село унаследовало название от человека по имени Теней.
По лингвистическим исследованиям.
Наименование поселения происходит с чувашского языка, от словосочетания двух слов "Тĕне касси" - первое слово "Тĕне" как и синоним (диал.) "Тĕнче" означает Небеса, Вселенную, Мир и относится к традиционной религии чуваш "Чăн чăваш тĕни". Типично тюркское: Китайское: 天 tiān (тиень), Марийское: тÿня, Удмуртское: дунне, Узбекское: дунё, Азербайджанское: dünya, Турецкий: dünya, Татарское: дөнья, Башкирское: донъя. Второе слово как "Касси" переводится как "Улица" относительно и исключительно определяющее для поселения, выстроенных в один ряд домов (раньше йурт - çурт), не путать с "урам" - которое относится к открытому пространству, вне жилых помещений, под открытым небом. Слово "Касси" происходит от корня "Касă" - "отрезок" , аналогичные слова в других языках: Азербайджан: küçə, Казах: көшесі, Киргиз: көчө, Узбек: кўча, Финский: katu, Швед: gata, Грузин: ქუჩა (kucha), Идиш: גאַס (gas). Система инфраструктуры чувашских поселений: Если селение имеет более 1 улицы , они называются словами "Ял, Ель, Эль, Иль, Киль, Кель, Аль, пример: Яка ель, Ереп ель, Курак ель, Салтак ель, а отрезки выстроенных в ряд домов (улицы) словом касси: школьная улица - шкул касси, горная улица - сăрт касси, овражная улица - çырма касси и прочее.
Когда население чувашской деревни увеличивались, новые молодые семьи переезжали в соседние свободные земли и занимали их для обрабатывания, так появлялись выселки которые позднее разрастались до новых поселений. Если первоначально был один отрезок улицы в поселение и оно носило название "Çыран касси" то в период когда появлялись по соседству новые отреки (участки) ряда домов образуя новые улицы, и доходя до несколько улиц, поселение уже слово Касси меняло на Ял (Ель, Аль и т.п.) от Çыран касски к Çыран ель.

### Прежние названия
Выселок д. Тинеева, Кубяш, Тенеево (Кюбяш), Кюпеш Тени (до 1927).

## История
Сохранилось топонимическое предание: 

Под селом Тенеево, на месте городища Холату, был город, разрушенный во времена Пугачёва.— Чувашские исторические предания
 В 1884 году при храме Михаила Архангела была открыта церковноприходская школа. 

В начале 20 в. действовали 2 ветряные мельницы, галантерейная и мелочные лавки. 

В 1930 образован колхоз «Заря».

## Связь и средства массовой информации
- Связь: ОАО «Волгателеком», Би Лайн, МТС, Мегафон. Развит интернет ADSL технологии.
- Газеты и журналы: аликовская районная газета «Пурнăç çулĕпе» — «По жизненному пути». Языки публикаций: чувашский и русский.
- Телевидение: Население использует эфирное и спутниковое телевидение. Эфирное телевидение позволяет принимать национальный канал на чувашском и русском языках.

## Инфраструктура
Улицы: Центральная, Зелёная, Молодёжная, Нагорная, Садовая, Школьная.

Имеются основная школа, фельдшерский пункт, клуб, библиотека, отделение связи, спортплощадка, магазин.

## Религия
Согласно архивным сведениям жители села являлись прихожанами храма Михаила Архангела (1878—1927).

## Памятники и памятные места
- Городище «Хула Ту» — железный век (в 1 км к северо-востоку от села; памятник археологии регионального значения, объект культурного наследия № 2100449000)[7][8].
- Памятник воинам, павшим в Великой Отечественной войне 1941—1945 гг. (ул. Центральная, д. 41)[9].
- Мемориальная доска в честь погибшего в 1996 году в Чеченской Республике Герасимова А. А. (на здании школы, ул. Школьная, 1)[10].